# Comic Book Resources
Comic Book Resources (kurz CBR) ist ein englischsprachiges Onlinemagazin zum Thema Comic mit Sitz in Kanada.

## Geschichte
Die Webseite wurde 1995 von Jonah Weiland als ein Internetforum bezüglich der DC-Comicserie Kingdom Come gegründet. Später bot die Webseite Artikel und Kolumnen an, inklusive Publikationen von bekannten Namen aus der Comicbuchbranche, wie zum Beispiel Robert Kirkman, Gail Simone, und Mark Millar.
Im April 2016 wurde Comic Book Resources an die Firma Valnet Inc. verkauft. Bereits im vorherigen Jahr kaufte die Valnet Inc. die Infotainment-Website Screen Rant auf. Ein paar Monate später wurde die Webseite mit einem neuen Erscheinungsbild zu CBR.com rebrandet. Dabei wurden lang anlaufende Blogs wie Comics should be Good und Robot 6 in die Website integriert.
Die Webseite erzielt monatlich zwischen 45 und 60 Millionen Aufrufe.

## Rezeption
2008 beschrieb die Bibliothek der University at Buffalo Comic Book Resources als „die führende Website zum Thema Comics im Internet“.
Im Juni 2023 schrieb Mark Millar, der schon zuvor Artikel für die Webseite geschrieben hatte, auf Twitter, dass Comic Book Resources seine tägliche Comicnews-Seite sei. Bereits im selben Monat kritisierte die Journalistin Heidi MacDonald die Webseite mit der Meinung, dass seit dem Verkauf an die Valnet Inc. die Webseite mehr zur „allgemeineren Content-Farm“ wird und dass sie „immer weniger Comic-Inhalte und immer mehr Listicles und alberne Click-Baity-Artikel“ produziert.
Im August 2023 schrieb ein ehemaliger Mitarbeiter der Website auf dem offiziellen Twitter-Account von Comic Book Resources, dass die Website alle Redakteure entlassen haben soll und dass die Valnet Inc. die Website zu einer „KI-gesteuerten Clickbait-fokussierten Content Mill“ umwandelt. Jonah Weiland, der seit der Übernahme der Website von der Valnet Inc. fast keine Artikel mehr geschrieben hat, reagierte enttäuscht auf diese Neuigkeit.

## Auszeichnungen
Eagle Award
- 1999: Ausgezeichnet in der Kategorie „Lieblings-Comic-bezogene Webseite (professionell)“[3]
- 2000: Ausgezeichnet in der Kategorie „Lieblings-Comic-bezogene Webseite (professionell)“[12][3]
- 2001: Ausgezeichnet in der Kategorie „Lieblings-Comic-bezogene Webseite (professionell)“[13][3]
- 2005: Nominiert in der Kategorie „Lieblings-Comic-bezogene Webseite“[14]
- 2006: Nominiert in der Kategorie „Lieblings-Comic-bezogene Webseite“[15]
- 2007: Nominiert in der Kategorie „Lieblings-Comic-bezogene Webseite“[16]
- 2008: Nominiert in der Kategorie „Lieblings-Comic-bezogene Webseite“[17]
- 2010: Ausgezeichnet in der Kategorie „Lieblings-Comic-bezogene Webseite“[18][3]
- 2011: Ausgezeichnet in der Kategorie „Lieblings-Comic-bezogene Webseite“[19][3]

Eisner Award
- 2009: Ausgezeichnet in der Kategorie „Beste/-r Comic-Zeitschrift/Journalismus“[20][3]
- 2011: Ausgezeichnet in der Kategorie „Beste/-r Comic-Zeitschrift/Journalismus“[21][3]
- 2014: Ausgezeichnet in der Kategorie „Beste/-r Comic-Zeitschrift/Journalismus“[22][3]

Harvey Award
- 2013: Ausgezeichnet in der Kategorie „Beste biografische, historische oder journalistische Präsentation“ für die Blogserie Robot 6[23][24]